# Castillo de Leiva
El castillo de Leiva es una fortificación de la localidad española de Leiva, La Rioja. Su construcción data del siglo XV, a partir de una torre fuerte original. 

## Historia

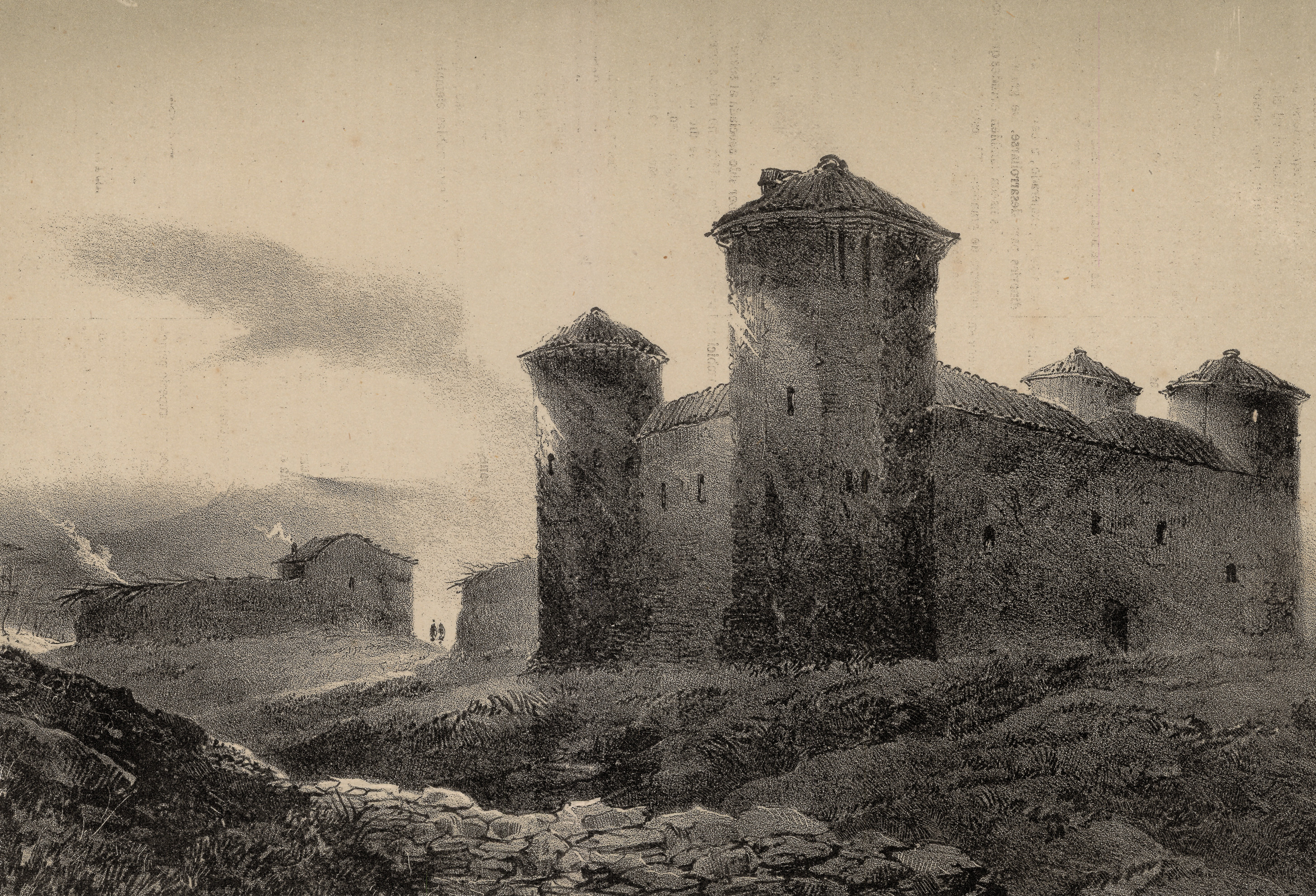
Vista del castillo en una litografía de Pedro Pérez de Castro (siglo)

Hacia 1335, Juan Martínez de Leiva construyó en el lugar una torre fuerte como símbolo de su propiedad sobre la villa. Dicha torre se hundió y en 1478 se inició la construcción del castillo actual. 
La fortaleza ha sufrido numerosas transformaciones, especialmente a partir del siglo XVII, y más cambios a lo largo del siglo XX, derivados de los nuevos usos. En 1998 pasó a titularidad municipal pero en mayo de 1999 el Gobierno de la Rioja la adquirió por 22 millones de pesetas. 
En el año 2000, se realizan obras de reconstrucción de elementos parcialmente hundidos, como la parte sur del lienzo oeste, y se reconstruye la totalidad del torreón suroeste. Desde dicho año el castillo está inmerso en un largo proceso de restauración.

## Descripción
Ubicado en el municipio de Leiva, en la comunidad autónoma de La Rioja (España), se trata de un edificio de planta rectangular de 7 metros de largo por 22 metros de ancho. Sus muros son de sillería al exterior, con macizado interno de morrillo (canto redondeado). Palacio fuerte flanqueado por cuatro torres en sus esquinas, tres de ellas octogonales y la del ángulo sureste, considerada como la torre del homenaje, decagonal y de mayor altura. Todas ellas tienen cubierta de teja. En su interior existe un patio. El conjunto estuvo rodeado por un foso perimetral, hoy día cegado.